# لينجوا فرانكا نوفا
لينجوا فرانكا نوفا (أي لغة التواصل المشتركة الحديثة) هي لغة مصطنعة ابتكرها كورنيليس جورج بويري [الإنجليزية] من جامعة شيبنسبورغ [الإنجليزية]، بنسلفانيا. تستند مفرداتها على اللغات الرومانسية: الفرنسية، والإيطالية، والبرتغالية، والإسبانية، والكاتالونية. للغة تهجئةٌ صوتيّةٌ تستخدم 22 حرفًا تستخدم الكتابة اللاتينية والكريلية.

## تاريخ
بدأ بويري في تصميم لينجوا فرانكا نوفا في عام 1965، بهدف إنشاء لغة مساعدة دولية بسيطة ومتماسكة وسهلة التعلم للتواصل الدولي. كان مستوحى من لغة البحر الأبيض المتوسط Lingua Franca أو "Sabir"، وهي لغة رومنسية يستخدمها البحارة والتجار الأوروبيون كلغة مشتركة في حوض البحر الأبيض المتوسط من القرن الحادي عشر إلى الثامن عشر، ومن الكريول المختلفة مثل البابيامينتو والكريولية الهايتية. استخدم الفرنسية والإيطالية والبرتغالية والإسبانية والكتالونية كمعاجم.
تم تقديم Lingua Franca Nova لأول مرة على الإنترنت في عام 1998. ياهو! تم تشكيل المجموعة في عام 2002 من قبل بيورن مادسن، ووصلت إلى حوالي 300 عضو ساهموا بشكل كبير في زيادة تطور اللغة.
في عام 2005 أنشأ Stefan Fisahn موقع ويكي للغة. انتقل موقع الويكي إلى ويكيا في عام 2009، ثم تمت استضافته مباشرة على الموقع الرسمي في عام 2019.
في عام 2007، أنشأ إيغور فاسيلجيفيتش مجموعة على فيسبوك، تضم الآن أكثر من 600 عضو.
تم منح LFN تصنيف ISO 639-3 ("lfn") من قبل SIL في يناير 2008.
في عام 2008، بدأ Simon Davies في إجراء تحديثات مهمة على قاموس LFN باللغة الإنجليزية «الرئيسي» القابل للبحث. يتم تحديث القاموس في الموقع الرسمي، مع أكثر من 20000 إدخال، وحتى تم نشره في شكل مطبوع في عام 2018.
في عام 2012 نُشرت أول رواية تُرجمت بالكامل إلى Lingua Franca Nova في شكل مطبوع: La aventuras de Alisia en la pais de mervelias ، وهي ترجمة سيمون ديفيز لمغامرات أليس في بلاد العجائب للكاتب لويس كارول.
في عام 2014، تم إطلاق موقع ويب رسمي جديد على نطاق "elefen.org": فهو يوفر وسائل تعليمية متنوعة (مثل قوائم الكلمات للمسافرين، وأدلة نحوية كاملة) متوفرة بعدة لغات، ويستضيف موقع wiki والقاموس الرسمي القابل للبحث. بعض الأعمال الأدبية المترجمة بالكامل إلى Lingua Franca Nova متاحة للجمهور أيضًا على الموقع الرسمي للقراءة.
في 18 أبريل 2018، تم إطلاق ويكيبيديا في Lingua Franca Nova ، المسماة "Vicipedia"، رسميًا كمشروع Wikipedia منتظم.
في 15 مايو 2020 على الويب وفي 10 مايو 2021 في شكل مطبوع تم نشر أول رواية أدبية أصلية مكتوبة بلغة Lingua Franca Nova: La xerca per، بواسطة Vicente Costalago.
في 5 يناير 2021، توفي مبتكر اللغة، سي جورج بويري، بسبب سرطان البنكرياس عن عمر يناهز 68 عامًا.